# دزد سوم
دزد سوم فیلمی به کارگردانی عباس شباویز و نویسندگی فریدون گله محصول سال ۱۳۵۴ است.

## داستان
ابی (سعید راد) رانندهٔ مینی بوس است، و قصد دارد با اندوختن پول با زینت (منیژه) ازدواج کند. ابی در سفری به کویت پول کافی به دست می‌آورد، و وقتی خود را برای ازدواج با زینت آماده می‌کند، محمود قناد (علی سادات)، که رقیب عشقی او است، مینی بوس را به آتش می‌کشد و ابی در کازینوی منصور رخشان (آرمان) مشغول کار می‌شود. ابی درمی یابد که بهمن (بهرام وطن‌پرست) به کمک میترا (فریبا خاتمی) برای دستبرد زدن به گاوصندوق کازینو نقشه کشیده‌اند. بهمن و میترا با منصور رخشان طرح دوستی ریخته و با رفت و آمد به اتاق او به رمز گاوصندوق دست می‌یابند، و سپس با کمک ابی نقشه خود را عملی می‌کنند. آن سه پس از سرقت گاوصندوق به جنگلی پناه می‌برند. پلیس که در تعقیب آنها است گمان می‌کند که ابی و میترا بر اثر سقوط اتومبیلشان در دره، با پول‌های سرقت شده، در آتش سوخته‌اند، و به دنبال بهمن هستند که با شلیک گلوله یکی از افراد رخشان زخمی شده است. به دنبال اختلاف بین ابی و میترا با بهمن، قبل از آنکه بهمن موفق شود با پول‌ها بگریزد، در دره سقوط می‌کند و کشته می‌شود، و ابی و میترا با رها کردن پول‌ها به راهی تازه می‌روند.

## بازیگران
- سعید راد
- فریبا خاتمی
- آرمان
- بهرام وطن‌پرست‏